# Krak 4
Krak 4 – drugi solowy album polskiego rapera Bosskiego Romana. Został wydany 21 kwietnia 2012 roku nakładem wytwórni muzycznej Fonografika. Stroną muzyczną zajęli się między innymi PZG, DJ 600V, DJ Zel, P.A.F.F. czy Piero. Gościnnie wystąpili między innymi: Abradab, Sokół, Pezet, Słoń, Tadek i Popek.
Utwór „Oda Do Zepsucia” został opublikowany także na płycie Tadka Niewygodna prawda z listopada 2012 roku.

## Lista utworów
1. „Intro” (produkcja: PZG, Dubsknit)
2. „Prawdziwe JA” (produkcja: DJ 600V)
3. „Moje przeznaczenie” produkcja: Webster)
4. „W końcu nadejdzie taki dzień” (Ceen – White Chimney Riddim)
5. „Uciekający szczyt” (produkcja: Piero, gościnnie: Peppery, Jahbestin)
6. „Palę lolka” (produkcja: PZG)
7. „Filozoficzny MC” (produkcja: DJ Zel)
8. „Kwestia wyboru” (produkcja: DJ Zel, gościnnie: Abradab)
9. „Czym jest sukces” (produkcja: DJ Zel, gościnnie: Sokół & Marysia Starosta)
10. „Oda do zepsucia” (produkcja: P.A.F.F., gościnnie: Tadek)
11. „Cały ten syf” (produkcja: P.A.F.F., gościnnie: Słoń)
12. „To nasza muzyka” (produkcja: P.A.F.F., gościnnie: Virus Syndicate, Pezet)
13. „Znaj swą wartość” (produkcja: P.A.F.F., gościnnie: Popek)
14. „Wyrzuć to z siebie” (produkcja: P.A.F.F.)
15. „Znowu mówią coś” (produkcja: P.A.F.F.)
16. „Stereotyp” (produkcja: Wałek, gościnnie: Wuzet, FS Dan, Wysoki Lot)
17. „Włącz to” (produkcja: PZG, gościnnie: Wysoki Lot)
18. „Gorący mic” (produkcja: Dubsknit, Blueprint, gościnnie: Wuzet)
19. „Społeczeństwo jutra” (produkcja: P.A.F.F.)
20. „7 strzałów” (produkcja: PZG)
21. „Pokochaj mnie” (produkcja: P.A.F.F.)
22. „Outro” (produkcja: PZG)

Źródło.